# Список умерших в 2006 году

## Скончались
См. также: Категория:Умершие в 2006 году